# (606653) 2018 RR2
(606653) 2018 RR2 est un centaure.

## Caractéristiques
(606653) 2018 RR2 mesure environ 23 km de diamètre.